# Misopogon
Misopogon (griechisch für „Barthasser“) ist der Titel einer Satire, die der römische Kaiser Julian (361–363) zwischen Mitte Januar und Mitte Februar 363 in Antiochia am Orontes als Reaktion auf Spottverse bei den Neujahrsfesten von 363 schrieb. Die Schrift ist in griechischer Sprache verfasst. Die Satire besteht einerseits aus Teilen, die von selbstironischer Distanziertheit geprägt sind, andererseits aus gehässigen Ausfällen gegenüber den Bürgern von Antiochia, deren moralische Verkommenheit Julian geißelt. Die ironisch-distanzierten Abschnitte und die direkt-angriffslustigen Abschnitte lassen sich jedoch nicht fein säuberlich voneinander trennen; somit sind Spekulationen über eine Genese aus zwei Texten oder eine nachträgliche Edition unbegründet.

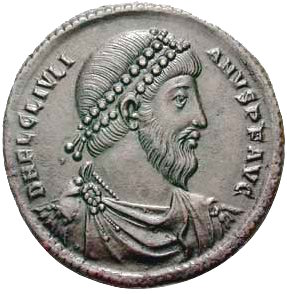
Porträt des Autors auf einer Münze aus Antiochia, 360–363

## Inhalt
Das Werk Misopogon (deutsch: der Barthasser oder Bartfeind) wurde als Reaktion Julians auf das Verhalten der Bevölkerung Antiochias gegenüber dem Kaiser verfasst. Das Verhältnis zwischen der Bevölkerung Antiochias und Julian war von Beginn an gespannt. Antiochia war bereits stark christianisiert, dennoch war die Bevölkerung öffentlichen Vergnügungen sehr zugetan. Der Kaiser wiederum hing den alten Götterkulten an, trat aber gleichzeitig fast asketisch und mit einem Philosophenbart auf. Als der Kaiser nach einem Brand im Apollonheiligtum der Vorstadt Daphne vorschnell Christen zur Verantwortung zog, kam es zum offenen Bruch.
Die Antiochener übergossen den Kaiser förmlich mit Spott, worauf dieser gereizt reagierte und sich in dem Werk Misopogon selbst des Hasses auf seinen Bart bezichtigte. In ihm tummelte sich Ungeziefer und er müsse stets aufpassen, sich während des Essens nicht den Bart abzubeißen. Mit der teils von feiner Selbstironie, teils aber auch von beißendem Spott geprägten Satire beabsichtigt Julian die Verächtlichmachung der seiner Ansicht nach moralisch verdorbenen Bevölkerung von Antiochia, die er zuvor vergeblich für sich zu gewinnen versucht hatte. Das Werk wurde offenbar kurz nach der Schrift Caesares in großer Eile verfasst, die Gedankenführung ist oft ungeordnet. Anschließend brach Julian zum Perserfeldzug auf und verstarb am 26. Juni 363 aufgrund einer in der Schlacht erlittenen Verwundung.
Siehe auch: Julian und Hungersnot in Antiochia 362–363 zum historischen Kontext

## Rezeption

### Rezeption in der Antike
Der Misopogon wurde in der Antike unterschiedlich beurteilt. Über seine Verbreitung zu Lebzeiten Julians ist nichts bekannt (das Werk wurde – nach Johannes Malalas – vor dem Palast auf der Elefanteninsel im Orontes öffentlich angeschlagen). Aus der Zeit nach Julians Tod finden wir grundsätzliche Ablehnung durch Gregor von Nazianz, tendenzielle Ablehnung durch Libanios und begeisterte Zustimmung durch Zosimos; ebenfalls positiv stehen die Kirchenhistoriker Sokrates und Sozomenos dem Werk gegenüber.

### Moderne Rezeption
Über die Qualität des schriftstellerischen Schaffens Julians, auch des Misopogon, wird unterschiedlich geurteilt. „Gerade in seinen Briefen offenbart jede Seite, dass Julians Naturell das beengende Kostüm einer […] künstlichen Sprache nicht duldete. [… S]ein impulsives Temperament […] mach[t] viele seiner Briefe zu wahren Mustern eines individuellen Stils.“ Marion Giebel geht auf den Misopogon und die Kaisersatire nur oberflächlich ein und gibt kein Qualitätsurteil ab. Bernhard Kytzler meint, Julian habe „als Literat von Rang ebenso Anspruch auf Interesse wie als historische Erscheinung beziehungsweise als Romanfigur […]. Seine Sätze sind […] literarisches Erbe eines Kaisers, den als Autor zu kennen nicht weniger wertvoll ist denn als Gestalt einer Zeitenwende“. Joseph Bidez behauptet, „laborieux et appliqué, Julien voulut briller dans des genres pour lesquels il n’était pas doué. La nature ne l’avait fait ni philosophe, ni poète, ni vulgarisateur. Il s’évertua cependant à faire croire que les Muses ne lui avaient rien refusé“.
Lange Zeit unklar – und auch in der heutigen Forschung noch nicht eindeutig geklärt – waren Zielpublikum und Intention des Texts. Die Beantwortung beider Fragen hängt eng zusammen. Die Intention wird von den französischen Philologen Christian Lacombrade und Jacques Fontaine, die beide Werke Julians herausgaben, einfach angegeben: Der Text sei das „Psychogramm seines Autors“ und drücke die Frustration aus, die Julian nach seinem siebenmonatigen Aufenthalt in Antiochia befallen habe. Diese Antwort scheint auf der Hand zu liegen, ist die Satire doch ein merkwürdiger Text – solche Selbstvorwürfe eines Kaisers waren und sind einmalig. Für die Vertreter dieser Deutungsweise ist das Publikum naturgemäß nicht relevant. Hans-Ulrich Wiemer steht dem jedoch kritisch gegenüber: Diese Deutung verkenne, dass es sich um ein öffentliches Schreiben eines Kaisers handle. Man müsse also als erstes nach der politischen Funktion fragen. Eine zweite Deutungsart nennt Wiemer „propagandistisch“: Die Vertreter dieser Lesart (darunter Glanville Downey) behaupten, die Satire sei ein Beweisstück für eine Werbekampagne des Kaisers, die den Misserfolg in Antiochia der Verkommenheit der dort ansässigen Bevölkerung zuschreiben will. Damit ist auch das intendierte Publikum klar: alle anderen außer den Antiochenern, die verächtlich gemacht werden sollen.
Eine dritte Lesart (die Maud W. Gleason vertritt) sieht den Text in erster Linie als „Kommunikationsmittel“: Mithilfe der Satire tausche sich der Kaiser mit der Bevölkerung Antiochias aus, erwidere deren Spottverse angemessen und könne zu angemessener Zeit immer noch mit größerer Härte auf die Verspottung reagieren oder aber die ganze Sache auf sich beruhen lassen. Damit ist das Publikum hauptsächlich die Bürgerschaft Antiochias, jedoch mit der beabsichtigten „Mitleserschaft“ weiterer Städte (etwa der mit Antiochia verfeindeten). Wiemer sieht diese Lesart als großen Fortschritt gegenüber den beiden vorher beschriebenen, kritisiert jedoch die bei Gleason fehlende Auseinandersetzung mit den Vertretern der „propagandistischen“ Deutungsweise. Selbst verzichtet Wiemer auf eine Zuordnung zu einer der drei Gruppen (obwohl mit klaren Sympathien für Gleason), führt jedoch nach einer längeren Analyse des Aufbaus des Werks einige der früher geäußerten Gedanken weiter und gelangt zu der Ansicht, dass die Schrift eben eine missglückte Kommunikation mit der Bevölkerung darstelle, da sie viel zu komplex, voller literarischer Anspielungen und somit unverständlich sei. Damit ist eine propagandistische Sichtweise völlig unmöglich, und die Variante „Psychogramm des Autors“ wieder näher gerückt, jedoch nicht im ursprünglichen Sinn, sondern dahingehend, dass Julian daran scheitere, sich literarisch anspruchsvoll zu verwirklichen und gleichzeitig die Würde eines Kaisers zu wahren.

## Überlieferungsgeschichte

Überlieferungsgeschichten der Werke Julians

Bei V handelt es sich um die wichtigste und beste Handschrift, den Leydener Codex Vossianus aus dem 12./13. Jahrhundert. Pc ist die Handschrift Parisinus 2964 aus dem 15. Jahrhundert. Bei Mb handelt es sich um Handschriften aus dem 15. Jahrhundert, bei F um solche aus dem 16. Jahrhundert. E und F sind Abschriften desselben Codex, aber nicht von Mb. Aug stammt aus dem 12./13. Jahrhundert, M aus dem 15. Jahrhundert, Bav aus dem 16. Jahrhundert.

## Ausgaben
- Christian Lacombrade: Julianus, empereur romain, dit l’apostate: Œuvres complètes. Les Belles Lettres, Paris 1964.
- Friedhelm L. Müller (Übersetzer und Herausgeber): Die beiden Satiren des Kaisers Julian Apostata (= Palingenesia. Monographien und Texte zur klassischen Altertumswissenschaft. Band 66). Franz Steiner, Stuttgart 1998, ISBN 3-515-07394-9.
- Carlo Prato, Dina Micalella: Misopogon/Giuliano Imperatore. Edizione critica, traduzione e commento. Edizioni dell’Ateneo & Bizzarri, Rom 1979.
- Carlo Prato, Jacques Fontaine, Arnaldo Marcone (Hrsg.): Alla madre degli dei e altri discorsi/Giuliano Apostata. 3. Aufl. Fondazione Lorenzo Valla, Mondadori, Rom-Mailand 1987, ISBN 88-04-28801-9.